# Hassuna

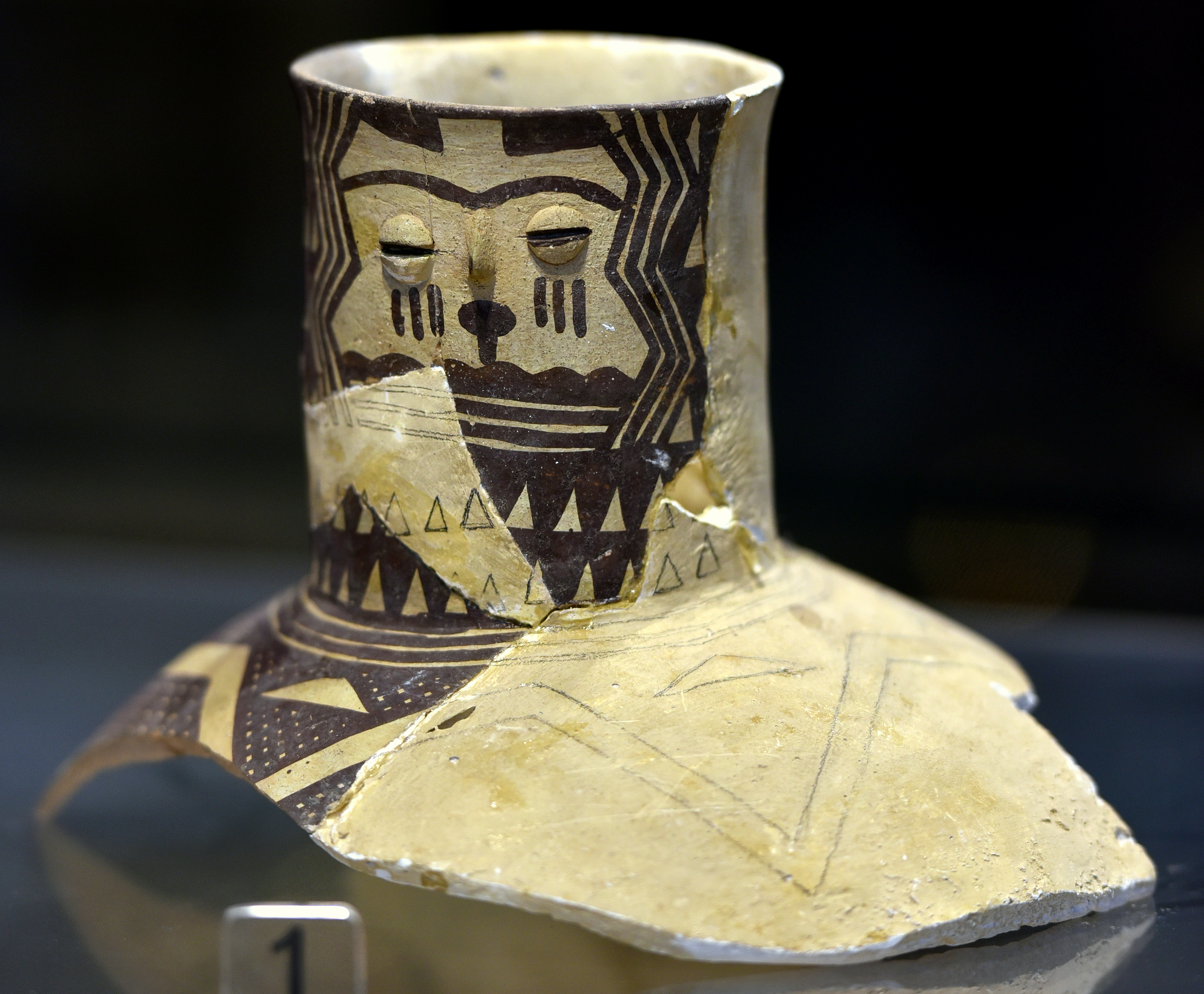
Collo di un vaso dipinto ritrovato a Tell Hassuna

Hassuna, o anche Tell Hassuna, è un tell, un antico sito archeologico mesopotamico, situato in Iraq, a 35 km a sud di Mosul, che è stato assunto a sito tipo per indicare l'omonima cultura. 

## Sito archeologico
Tell Hassuna fu scoperta nel 1942 da Fuad Safar, e scavata nel 1943 e nel 1944 da una squadra della Direzione generale delle antichità irachena guidata da Seton Lloyd. Gli scavi hanno rivelato che il sito era abitato da gente appartenente ad una avanzata cultura, diffusa in tutta la Mesopotamia settentrionale.
Ad Hassuna sono stati scoperti sei diversi strati abitativi, e vari vasi e ceramiche, risalenti ad un periodo compreso tra il 7000-5900 a.C., che hanno dato il nome alla Cultura di Hassuna. Oggetti simili sono stati trovati in tutto il Medio Oriente, dimostrando l'esistenza di una vasta rete commerciale, già a partire dal VI millennio a.C. .
Il sito si trova a circa 35 chilometri a sud-ovest della moderna Mosul, lungo la riva occidentale del fiume Tigri. Si tratta di un piccolo sito archeologico, che si estende in un'area di circa 200 x 150 metri, alto circa 7 metri.
Le abitazioni erano costruite con mattoni di fango esiccato, di larghezza variabile tra 20 e 50 centimetri.

## Storia
Intorno al 6.000 a.C., le persone iniziarono a trasferirsi ai piedi della Mesopotamia settentrionale e a praticare i primi metodi di attività agricola. Hassuna divenne uno dei più antichi centri noti dove sono attestate le principali forme di economia produttiva, come la coltivazione della terra e l'allevamento del bestiame, come dimostrato dai ritrovamenti negli strati più antichi dell'insediamento.  Si stima che il sito, intorno al 5.800 a.C., potesse sostenere una popolazione di circa 500 abitanti. 
Gli occupanti di Hassuna aprirono anche la strada al miglioramento dell'agricoltura, alla colonizzazione delle valli fluviali, all'inizio dell'irrigazione e al progresso in tutti i rami della produzione e della cultura.
Sempre a questo periodo si riferiscono le abitazioni in mattoni costruite attorno a corti centrali aperte; la ceramica finemente dipinta, iniziava a sostituire quella più grezza dei livelli precedenti.
Asce, falci, macine, bidoni, forni e numerose ossa di animali domestici riflettono la vita agricola sedentaria. Comunque gli strumenti di pietra trovati ad Hassuna non sembrano essere così avanzati come quelli trovati in altri siti culturalmente coevi, come Jarmo.
Le figurine femminili venivano usate anche in relazione al culto e alle sepolture in giare, all'interno delle quali veniva posto il cibo.